# Mont Aniakchak

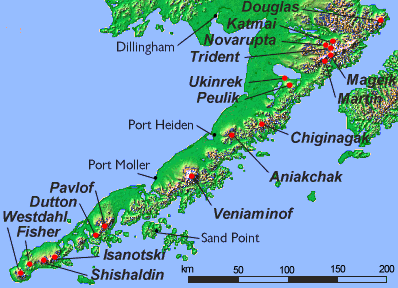
Mapa amb els volcans de la península d'Alaska

El mont Aniakchak (en anglès Mount Aniakchak) és un estratovolcà amb una caldera sumital d'uns 10 quilòmetres de diàmetre, d'uns 3.700 anys, que es troba a la serralada Aleutiana, a l'estat d'Alaska, Estats Units. L'àrea al voltant del volcà forma part del Monument i Reserva Nacionals d'Aniakchak, gestionat pel National Park Service. El novembre de 1967 la caldera del mont Aniakchak va ser designada com Monument Nacional Natural pel Servei de Parcs Nacionals. Als seus vessants hi neixen els rius Cinder i Meshik.

## Història geològica
La caldera del mont Aniakchak es va formar durant una gran erupció VEI=6 que va tenir lloc el 1645 aC.
Un mínim de 40 erupcions explosives han tingut lloc al volcà en els darrers 10.000 anys, moltes d'elles de gran potència, amb expulsió de gran quantitat de cendres, bombes i lava i formació de diversos doms de lava. Amb tot, en la història recent sols es té constància d'una erupció, la darrera, entre maig i juny de 1931.